# Sankt Georgsbandet

Sankt Georgsbandets mönster tros symbolisera eld och krut. Det tros även vara härlett från färgerna i Rysslands statsvapen (svart örn på bakgrund i guld).

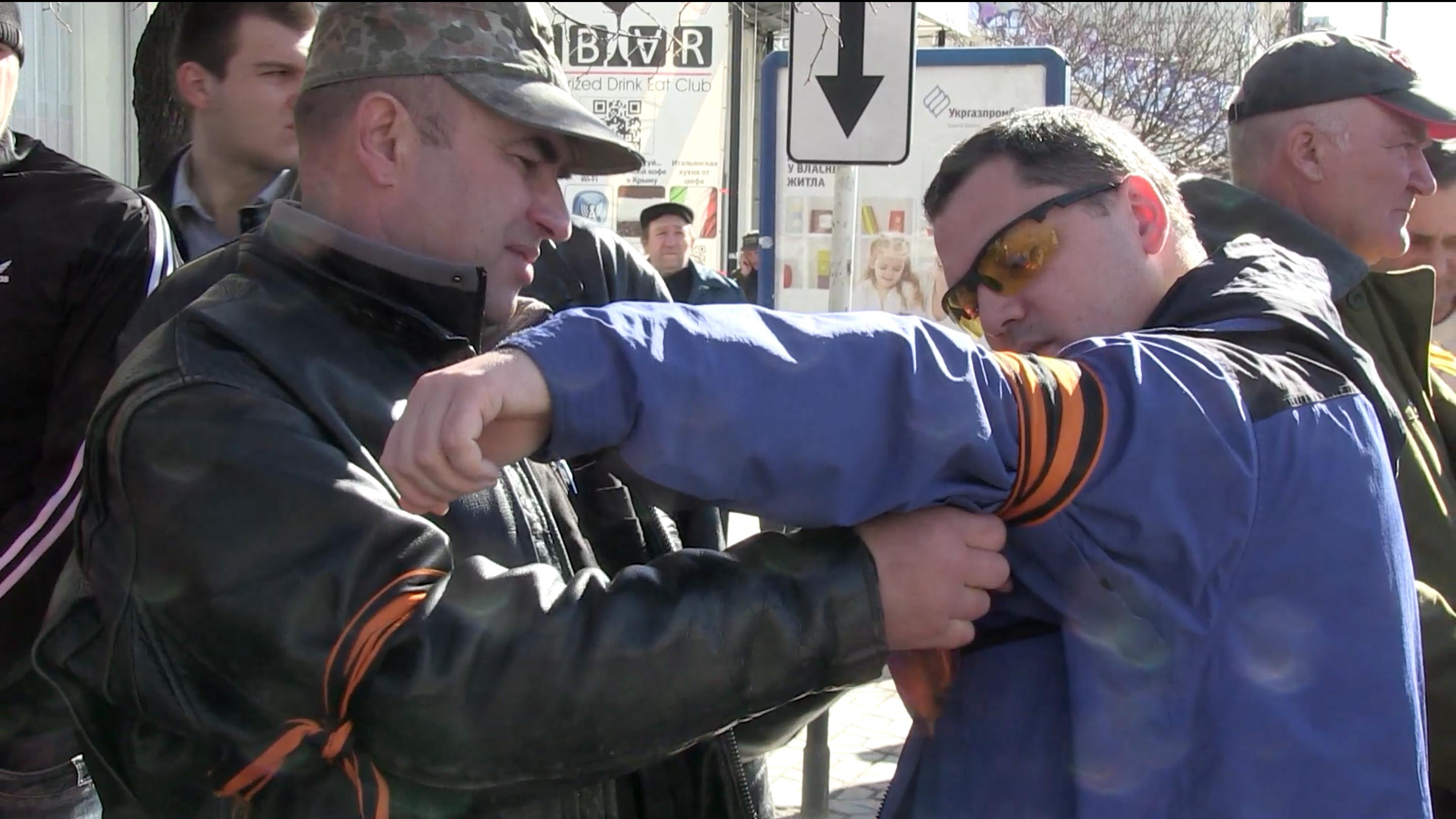
Under Krimkrisen och under konflikten i östra Ukraina används Georgesordens färger som en symbol för proryskhet.

Sankt Georgsbandet (ryska: Георгиевская ленточка/Georgievskaja lentotjka) är Sankt Georgsordens band och är randigt, med tre svarta och två orangea ränder. Namnet syftar på helgonet Sankt Göran, som alltid varit ett viktigt helgon i Ryssland liksom i kristenheten i stort. Helgonet avbildades i ryska kejsardömets vapen och i finns ännu i Moskvas stadsvapen och stadens egen flagga.

## Historik
Sankt Georgsorden (Orden svjatogo velikomuchenika i pobedonostsa Georgija) var den högsta militära orden i det ryska kejsardömet. Orden instiftades år 1769 och tilldelades för konkreta hjältedåd på slagfältet. Orden hade fyra klasser och den tredje klassen tilldelades från och med. år 1838 uteslutande till dem som redan hade tilldelats den fjärde klassen. Bara 25 personer tilldelades ordens första klass och antalet personer som tilldelades samtliga fyra klasser är fyra. Allt detta visar vilken hög status orden hade.
År 1913 ändrades utmärkelsens stadgar och fick officiellt namnet Georgskorset (Georgievskij krest).
Både Sankt Georgsorden och militärordens förtjänsttecken försvann efter ryska imperiets fall. Georgsbandet (Georgievskaja lentotjka) lever dock sitt eget liv, som hänvisning till gammal och ärorik rysk militärhistoria. När Ryssland år 2005 firade 60-årsjubileum av segern i det Stora fosterländska kriget (andra världskriget) startades en utdelningskampanj, där miljontals band i Georgsordens färger delades ut till folket. Kampanjens syfte var att uppmärksamma segern i det Stora fosterländska kriget och använde sloganer som "Farfars seger – är min seger!", "Jag minns! Jag är stolt!", "Tack farfar för segern!" och så vidare. Några dagar före den 9 maj, när Ryssland firar Segerns dag, sätter ryssar en rosett av Georgsbandet på sitt bröst. 
Kampanjen startade som ett privat initiativ, men fick officiell prägel efter att ryska presidenten Vladimir Putin började bära Georgsbandet offentligt. I dagens Ryssland kan man se Georgsbandet även på militär uniform, eftersom det blev en obligatorisk uniformsdekoration under Segerns dag.
Kampanjen genomförs även utanför Ryssland. Även i Stockholm, kan man då och då se personer med en rosett av svart-orange band på sina bröst under maj månad.

## Utseende
Ordenstecknet, ett guldkors belagt med vit emalj och med Sankt Göran i mittmedaljongen på framsidan, och på baksidan ett monogram bestående av bokstäverna "СГ" ("G") på frånsidan) såg likadant ut för alla fyra klasser, bortsett från storleken och de sätt som det bars. Fjärde klassens ordenstecken bars på bröstet i band. Tredje klassens ordenstecken bars runt halsen i band. Andra klassen ordenstecken var större och bars runt halsen i band samt kompletterades med kraschan. Första klassens ordenstecken bars över höger axel i band och hade också kraschan. 
Utöver Georgsorden finns ett antal medaljer och särskilda utmärkelser som burits i Sankt Georgsordens band.
Militärordens förtjänsttecken tillverkades även med rysk dubbelörn för att belöna utlänningar. 

## Bilder

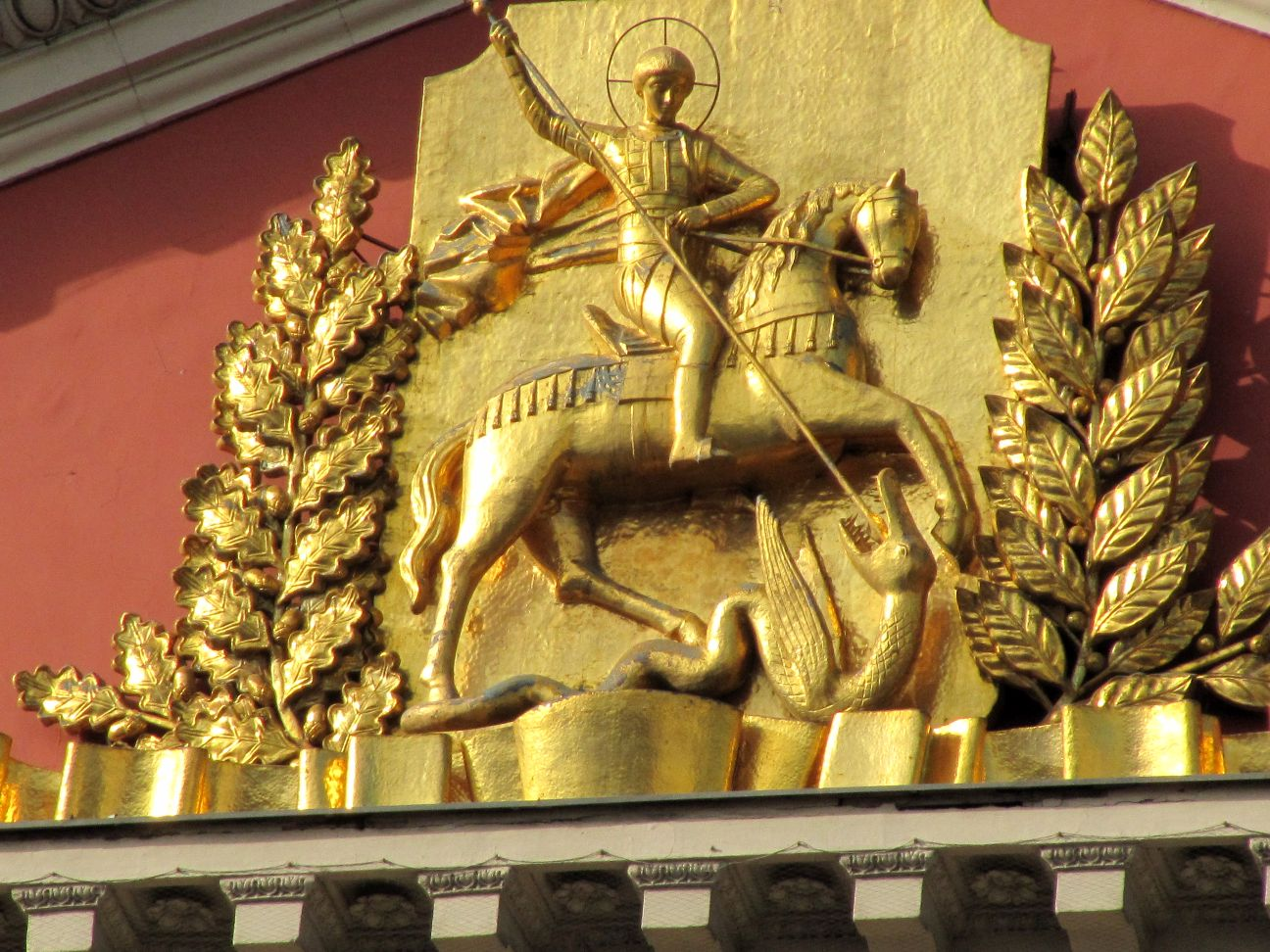
Relief av Sankt Göran och draken, som pryder Moskvas stadshus.
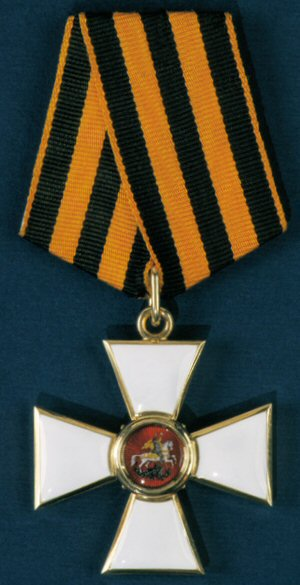
Sankt Georgsorden, fjärde klassen.